# L'Arrêt de mort
L'Arrêt de mort est un récit philosophique, mais aussi quelque peu autobiographique, écrit par Maurice Blanchot en 1948.
Une réédition de ce livre est publiée en 1971 sans la fin du récit initial paru en 1948. La disparition de cette page bouleverse l'écrivain Pierre Madaule, qui évoque cette suppression dans son essai Une tâche sérieuse ? (1973), l'un des tout premiers livres publiés sur Blanchot.

## Résumé
Le narrateur de cet étrange récit évoque des événements qui lui sont arrivés en 1938. En évoquant ses relations avec J., Collette, Simone et Nathalie, qui sont quatre jeunes femmes, le narrateur s'engage dans une réflexion philosophique sur la mort.